# Encyclopedia of Life
Encyclopedia of Life (EOL) er en gratis, online encyklopædi beregnet til at dokumentere alle de 1,9 millioner levende arter, som videnskaben kender. Den er sammensat fra eksisterende pålidelige databaser kurateret af eksperter og med bistand fra ikke-eksperter fra hele verden. Den sigter mod at bygge én "uendeligt udvidelig" side for hver art, inklusive video, lyd, billeder, grafik såvel som tekst. Derudover inkorporerer encyklopædien indhold fra Biodiversity Heritage Library (en), som digitaliserer millioner af sider med trykt litteratur fra verdens største naturhistoriske biblioteker. Projektet blev oprindeligt støttet af en finansieringsforpligtelse på 50 millioner USD, ledet af MacArthur Foundation og Sloan Foundation, som gav henholdsvis 20 millioner USD og 5 millioner USD. De yderligere 25 millioner USD kom fra fem hjørnestensinstitutioner - Field Museum, Harvard University, Marine Biological Laboratory, Missouri Botanical Garden og Smithsonian Institution . Projektet blev oprindeligt ledet af Jim Edwards  og udviklingsteamet af David Patterson . I dag fortsætter deltagende institutioner og individuelle donorer med at støtte EOL gennem økonomiske bidrag. 

## Oversigt
EOL gik live den 26. februar 2008 med 30.000 sider. Siden viste sig straks at være ekstremt populær og måtte midlertidigt vende tilbage til demonstrationssider i to dage, da der blev anmodet om over 11 millioner visninger af den.
Siden blev relanceret den 5. september 2011 med en redesignet brugerflade og værktøjer. Den nye version – kaldet EOLv2 – blev udviklet som svar på anmodninger fra den brede offentlighed, borgerforskere, undervisere og professionelle biologer om et websted, der var mere engagerende, tilgængeligt og personligt. EOLv2 er redesignet for at forbedre brugervenligheden og tilskynde til bidrag og interaktioner mellem brugere. Den er også internationaliseret med brugerflader på engelsk, tysk, spansk, fransk, galicisk, serbisk, makedonsk, arabisk, kinesisk, koreansk og ukrainsk. Den 16. januar 2014 lancerede EOL TraitBank, et søgbart, åbent digitalt lager for organismeegenskaber, målinger, interaktioner og andre fakta for alle taxa. 
Initiativets eksekutivkomité omfatter højtstående officerer fra Atlas of Living Australia, Biodiversity Heritage Library -konsortiet, Chinese Academy of Sciences, CONABIO, Field Museum, Harvard University, Bibliotheca Alexandrina (Library of Alexandria), MacArthur Foundation, Marine Biological Laboratory, Missouri Botanical Garden, Sloan Foundation og Smithsonian Institution . 

## Hensigt
Information om mange arter er allerede tilgængelig fra en række forskellige kilder, især om megafaunaen. Indsamling af aktuelt tilgængelige data om alle 1,9 millioner arter vil tage omkring 10 år. Pr.  september 2011, havde EOL oplysninger om mere end 700.000 arter tilgængelige, sammen med mere end 600.000 fotos og millioner af sider med scannet litteratur. Initiativet er afhængigt af indeksering af oplysninger, der er indsamlet i andre sammenhænge, herunder Sp2000 og ITIS Catalog of Life, Fishbase og Assembling Tree of Life-projektet fra NSF, AmphibiaWeb, Mushroom explorer, mikroskop osv. Fokus har først været på levende arter, men vil senere omfatte uddøde arter. Da opdagelsen af nye arter forventes at fortsætte (i øjeblikket omkring 20.000 om året), vil encyklopædien fortsætte med at vokse. Efterhånden som taksonomi finder nye måder at inkludere arter opdaget ved molekylære teknikker, vil hastigheden af nye tilføjelser stige, især med hensyn til det mikrobielle arbejde af (eu)bakterier, arkæbakterier og vira. EOLs mål er at tjene som en ressource for den brede offentlighed, entusiastiske amatører, undervisere, studerende og professionelle forskere fra hele verden. 

## Ressourcer og samarbejder
Encyclopedia of Life giver fuld indsigt i informationens oprindelse gennem citater fra dets pålidelige databaser. Professionelle forskere, der udgiver akademisk forskning, bør citere direkte til de underliggende data. Brugere kan i øjeblikket ikke redigere EOL's informationer direkte, men kan registrere sig på webstedet for at tilslutte sig specialist-ekspertsamfund for at diskutere relevant information, spørgsmål, mulige rettelser, kilder og potentielle opdateringer, bidrage med billeder og lyd eller melde sig frivilligt til tekniske supporttjenester. Dens brugerflade er oversat på translatewiki.net. 
- All Species Foundation (en)
- List of online encyclopedias (en)
  - Encyclopedia of Earth (en)
  - Wikispecies

## Eksterne links
- The Encyclopedia of Life – Introductory video på YouTube from May 2007.
- Encyclopedia of Life at the National Museum of Natural History